# Trifolium bullatum
Trifolium bullatum ist  Pflanzenart aus der Gattung Klee (Trifolium) in der Unterfamilie der Schmetterlingsblütler (Faboideae) innerhalb der Familie der Hülsenfrüchtler (Fabaceae). Sie ist in Westasien verbreitet.

## Beschreibung

### Vegetative Merkmale
Trifolium bullatum ist eine einjährige, krautige Pflanze. Die aufrechte Stängel verzweigt sich von seiner Basis ab und ist kahl oder fast kahl.
Die unteren Laubblätter sind lang gestielt, die oberen kürzer. Die Blattspreite ist dreizählig unpaariggefiedrig. Die Fiederblättchen sind bei einer Länge von etwa 8 Millimetern sowie einer Breite von etwa 4 Millimetern verkehrt-eiförmig, verjüngt sich an seiner Basis und ist am oberen Ende leicht gekerbt. Die. Der Blattrand ist fein gezähnelt. Die Nebenblätter sind eiförmig, grün gerippt und auf mehr als der Hälfte mit dem Blattstiel verwachsen, den sie umschließen; der freie Teil ist lanzettlich, abstehend und mit langer Spitze.

### Generative Merkmale
Der etwa 1 Zentimeter lange Blütenstandsschaft steht zur Anthese aufrecht und ist zur Fruchtreife nach unten gebogen. Die Blütenstände bzw. Fruchtstände weisen während der Anthese einen Durchmesser von 4 und 9 Millimetern und während der Fruchtreife von 5 bis 8 Millimetern auf; sie enthalten 10 bis 15 Blüten bzw. Früchte.
Die zwittrige Blüte ist zygomorph und fünfzählig mit doppelter Blütenhülle. Der Kelch ist 2 bis 3 Millimeter lang und ist in den unteren 2 Millimetern röhrenförmig. Die Kelchzähne sind höchstens 1 Millimeter lang und werden zur Fruchtreife stachlig oder verdicken sich unförmig. Die Krone ist etwa 2 Millimeter lang und rosafarben oder weiß.
Die Hülsenfrüchte sind bei einer Länge von etwa 1,2 Millimetern linsenförmig und enthalten nur einen Samen. Die glänzenden und gelben Samen sind bei Durchmessern von 1,1 bis 1,5 Millimeter kugelig.
Die Chromosomenzahl beträgt 2n = 16.

## Ökologie
Trifolium bullatum ist selbstbestäubend.

## Verbreitung
Das Verbreitungsgebiet von Trifolium bullatum reicht vom asiatischen Teil der Türkei über Syrien, den Irak, den Iran, Israel, Jordanien bis nach Ägypten.
Trifolium bullatum wächst auf Äckern und an Straßenrändern.

## Systematik
Die Erstbeschreibung von Trifolium bullatum erfolgte 1872 durch Edmond Boissier und Heinrich Carl Haussknecht in Edmond Boissier: Flora Orientalis, Band 2, Seite 138.
Die Art Trifolium bullatum gehört zur Sektion Vesicaria aus der Gattung Klee (Trifolium) in der Unterfamilie der Schmetterlingsblütler (Faboideae) innerhalb der Familie der Hülsenfrüchtler (Fabaceae).